# Littérature francophone de l'Indochine française
La littérature francophone de la péninsule indochinoise désigne ici, principalement, l’ensemble de la production textuelle à l’époque de l’Indochine française, globalement entre 1850 et 1950, au temps de la domination coloniale (et depuis).

## Contexte
Les histoires histoire du Vietnam, du Laos, du Cambodge, mais aussi celles de la Thaïlande, de la Birmanie et de la Malaisie sont riches bien avant l’arrivée des Européens. En témoignent encore de nombreux aspects des cultures du Laos, du Cambodge, du Vietnam.

### Avant 1500: influences chinoises et indiennes
Après mille ans de domination chinoise, dont les relations entre l'Empire romain et la Chine passent par les côtes de la péninsule (Da Qin, culture Óc Eo), l’indianisation de la péninsule Indochinoise se déroule approximativement entre le IIe et le XIIIe siècle, avec introduction de l’hindouisme, du bouddhisme.
Dans l’histoire de l'influence indienne en Asie du Sud-Est, le mandala (modèle politique) (en) semble avoir été important.
Ainsi, la période classique indonésienne (1293-1528) est réputée hindou-bouddhique.
Toute la région a connu un grand nombre de principautés, royaumes, empires, migrations, invasions, rivalités, alliances, vassalités (Java, Chine)… et de très nombreuses zones échappant ou essayant d’échapper à toute domination (Zomia).

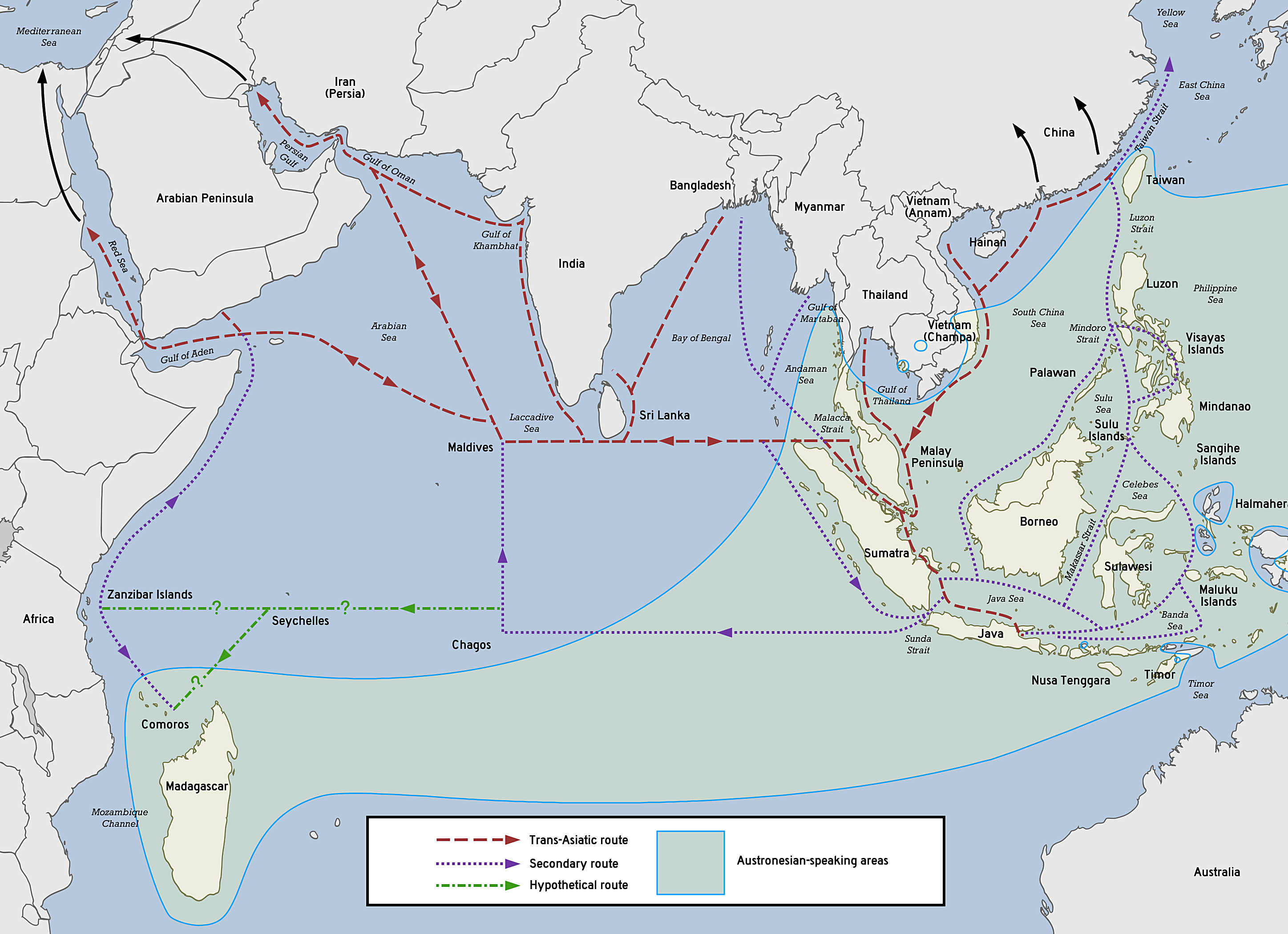
Réseaux commerciaux dans l'Océan Indien (ancien)
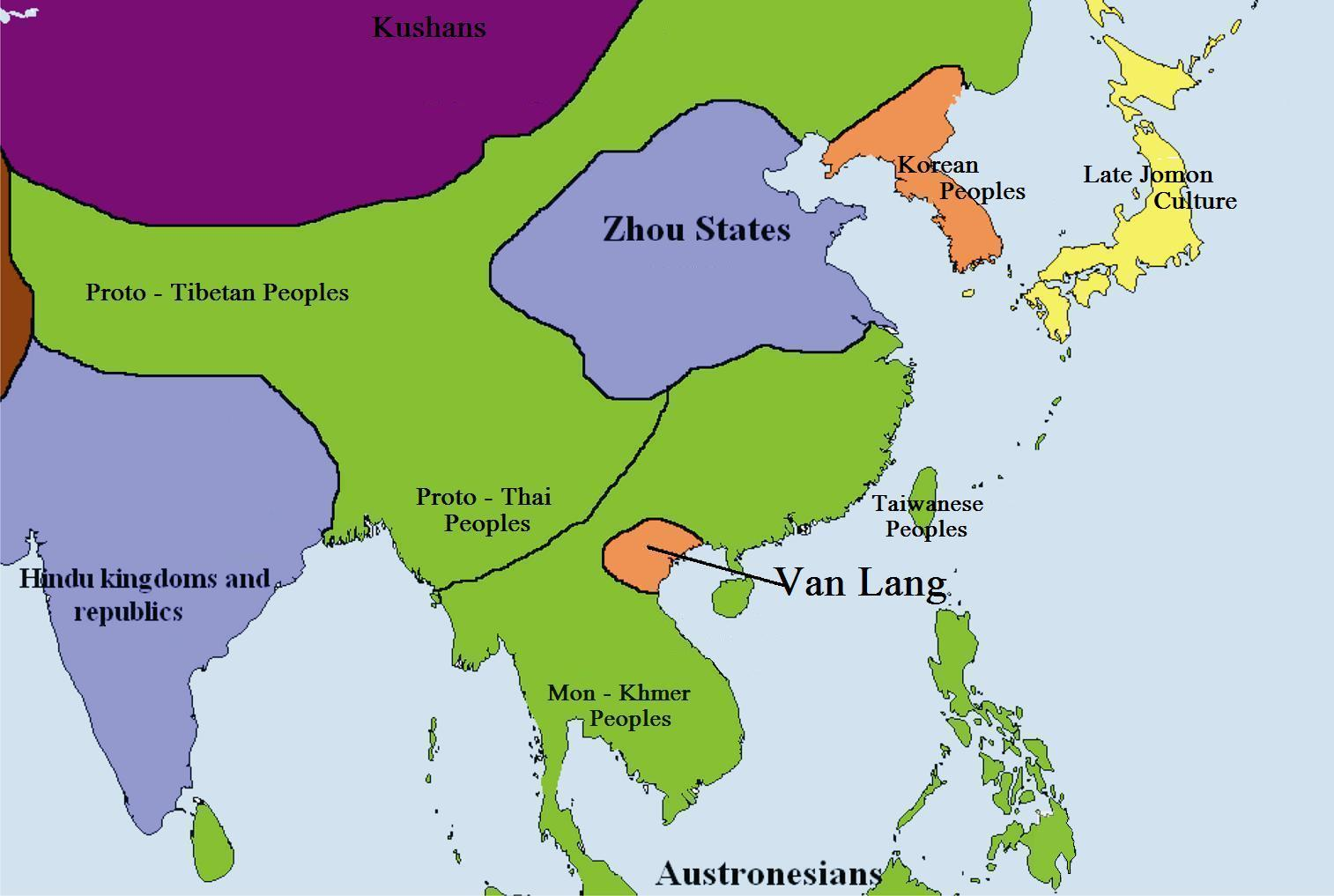
Van Lang vers 500 av. J.-C.
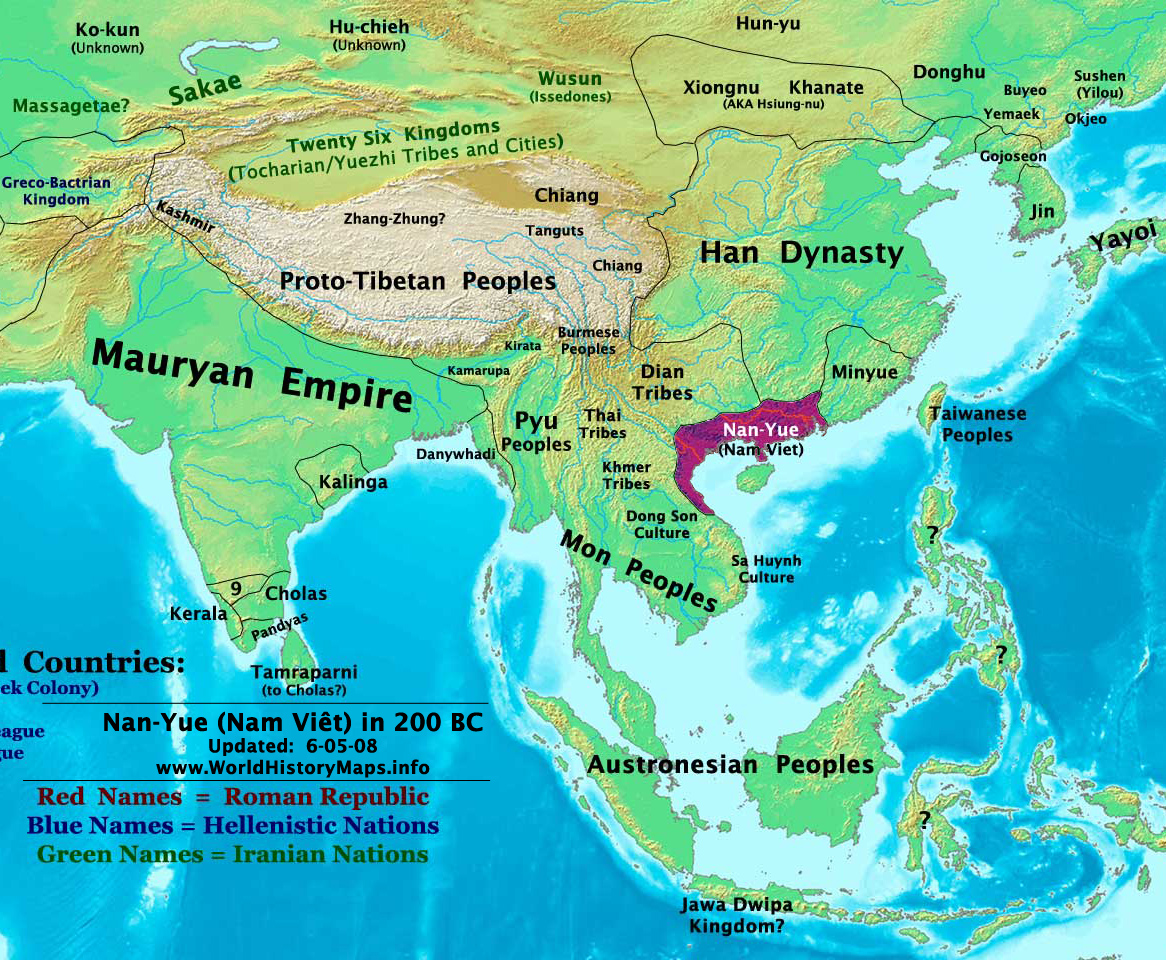
Sud-est asiatique vers 200 av. J.-C.
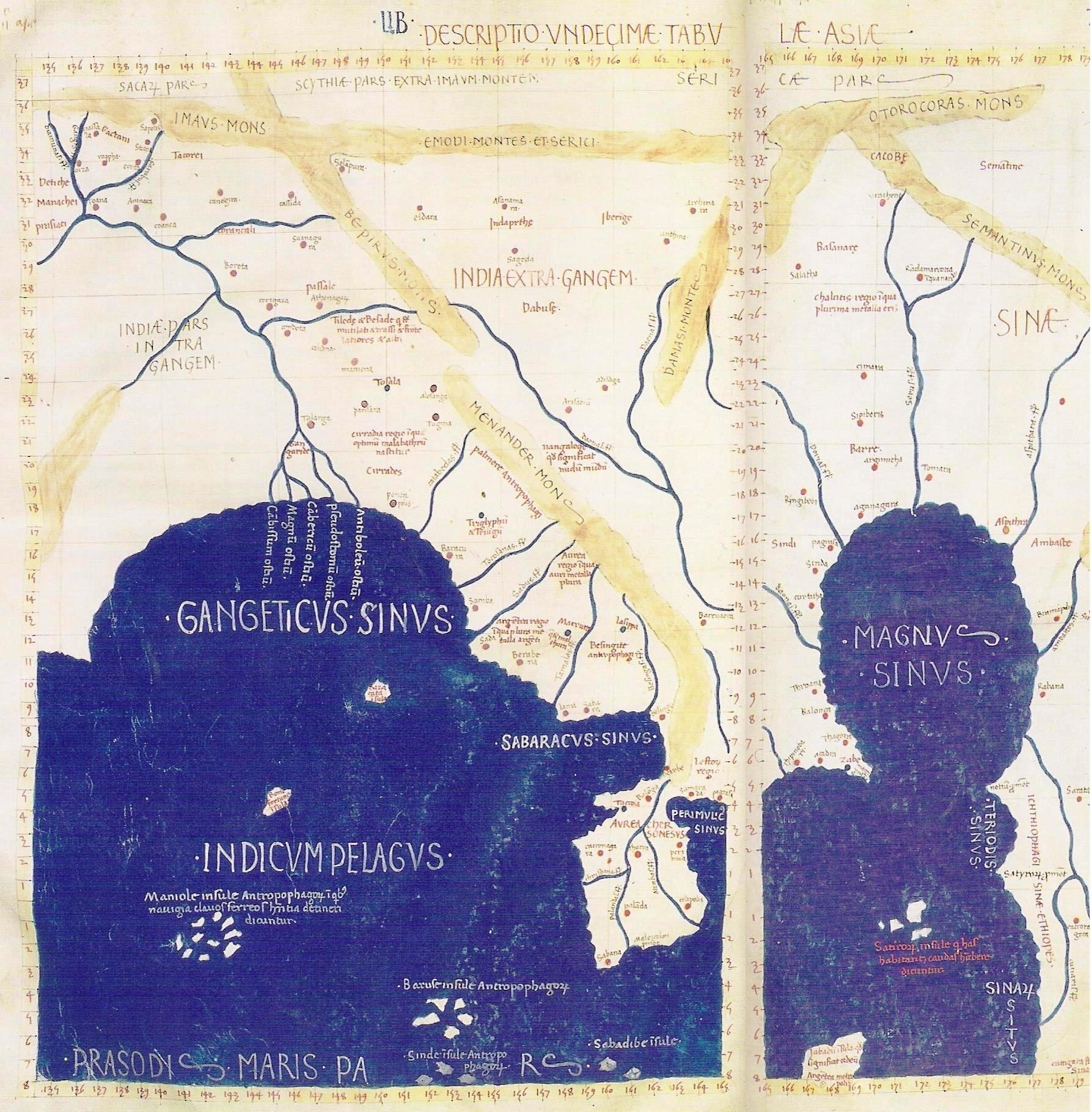
L'Asie selon la Géographie (Ptolémée)
Indosphère

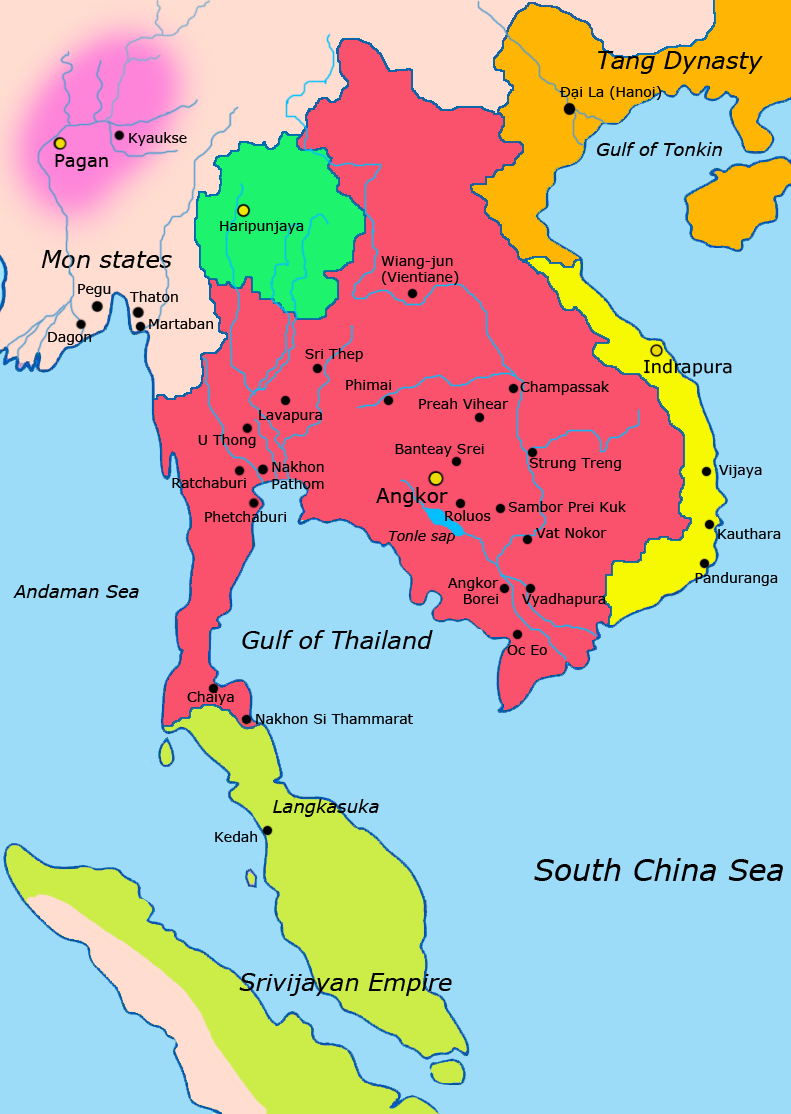
Sud-est asiatique vers 900
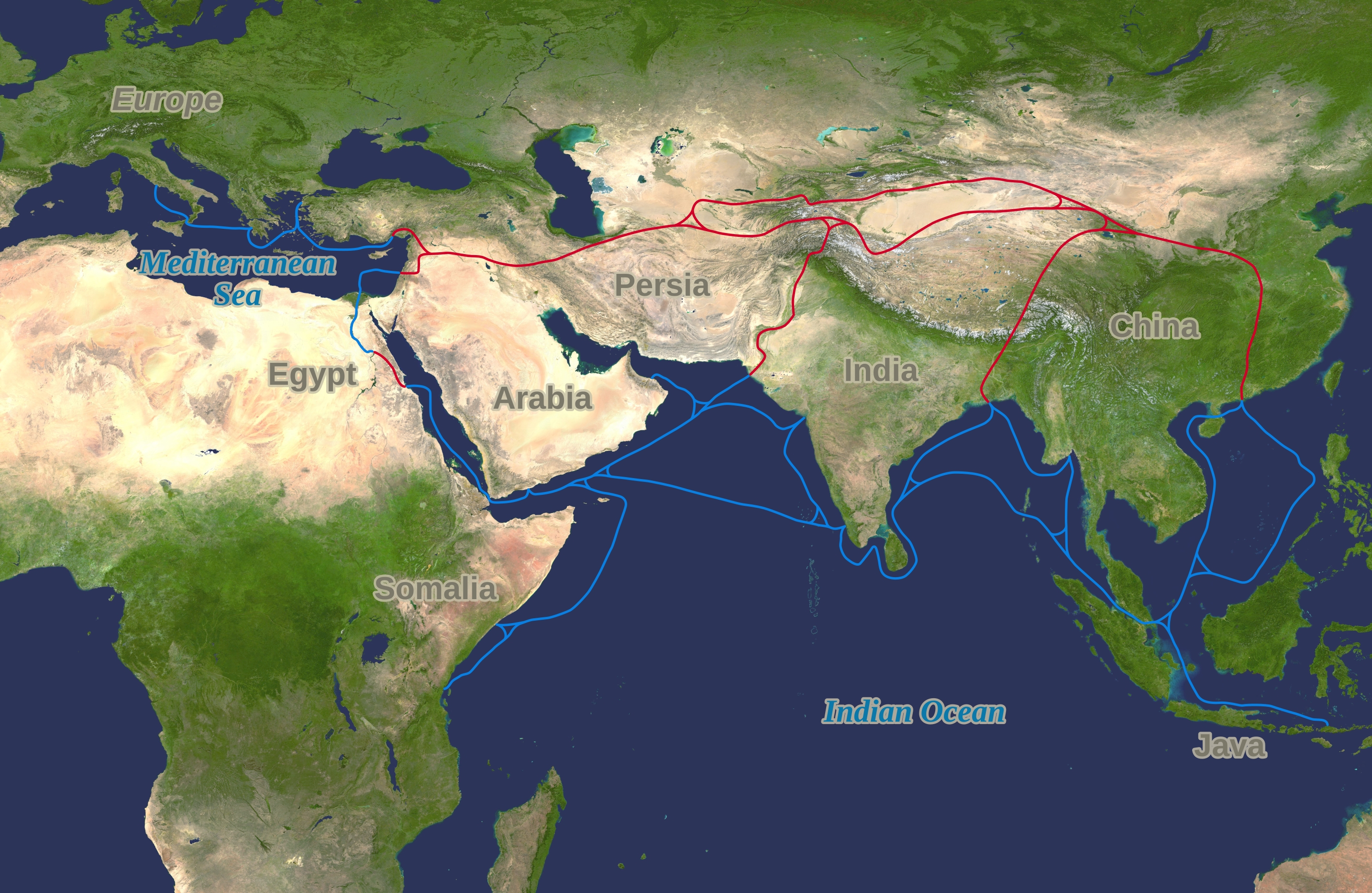
Route de la soie
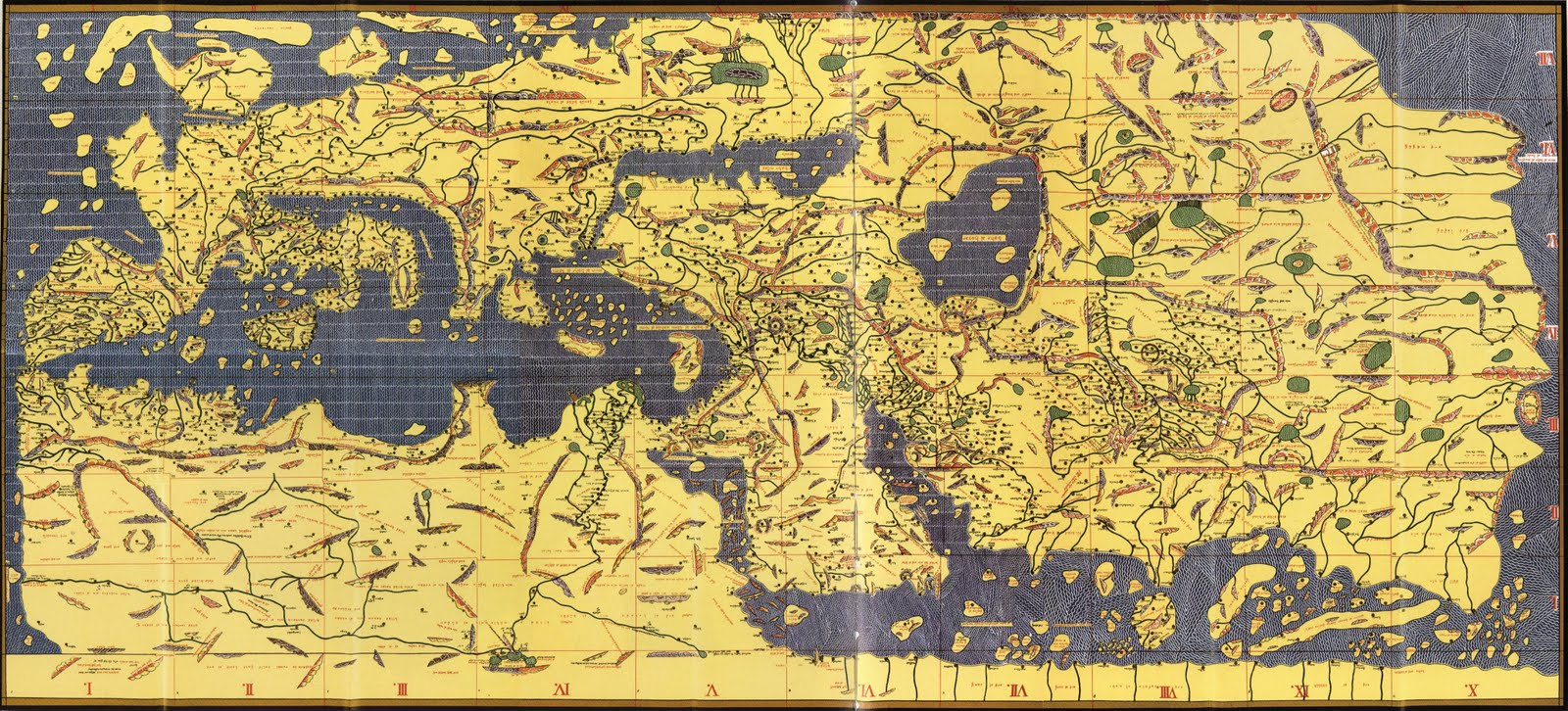
Al Idrissi, carte du monde (1154) redressée
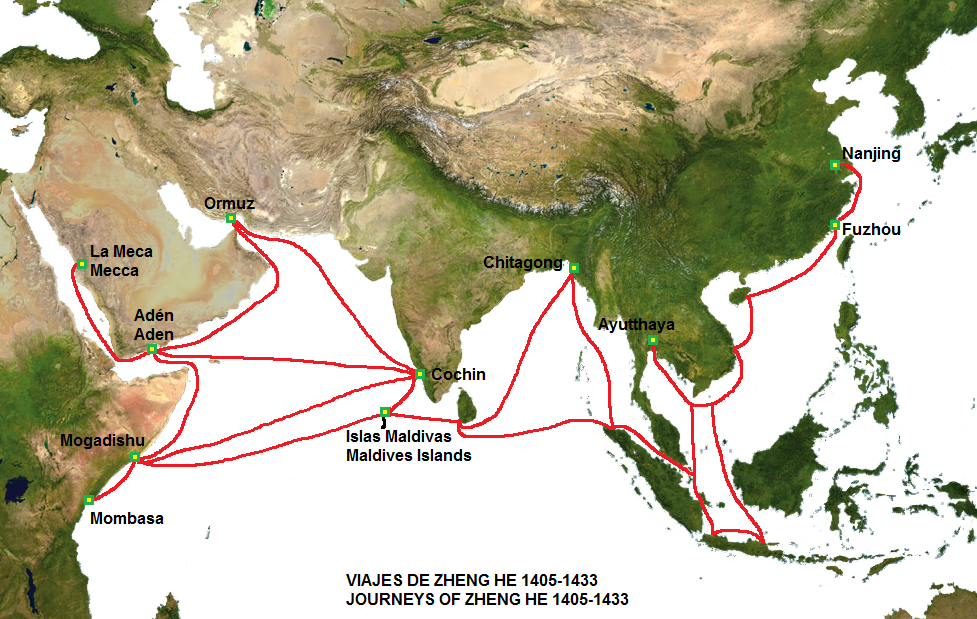
Voyages du Chinois musulman Zheng He vers 1405-1435
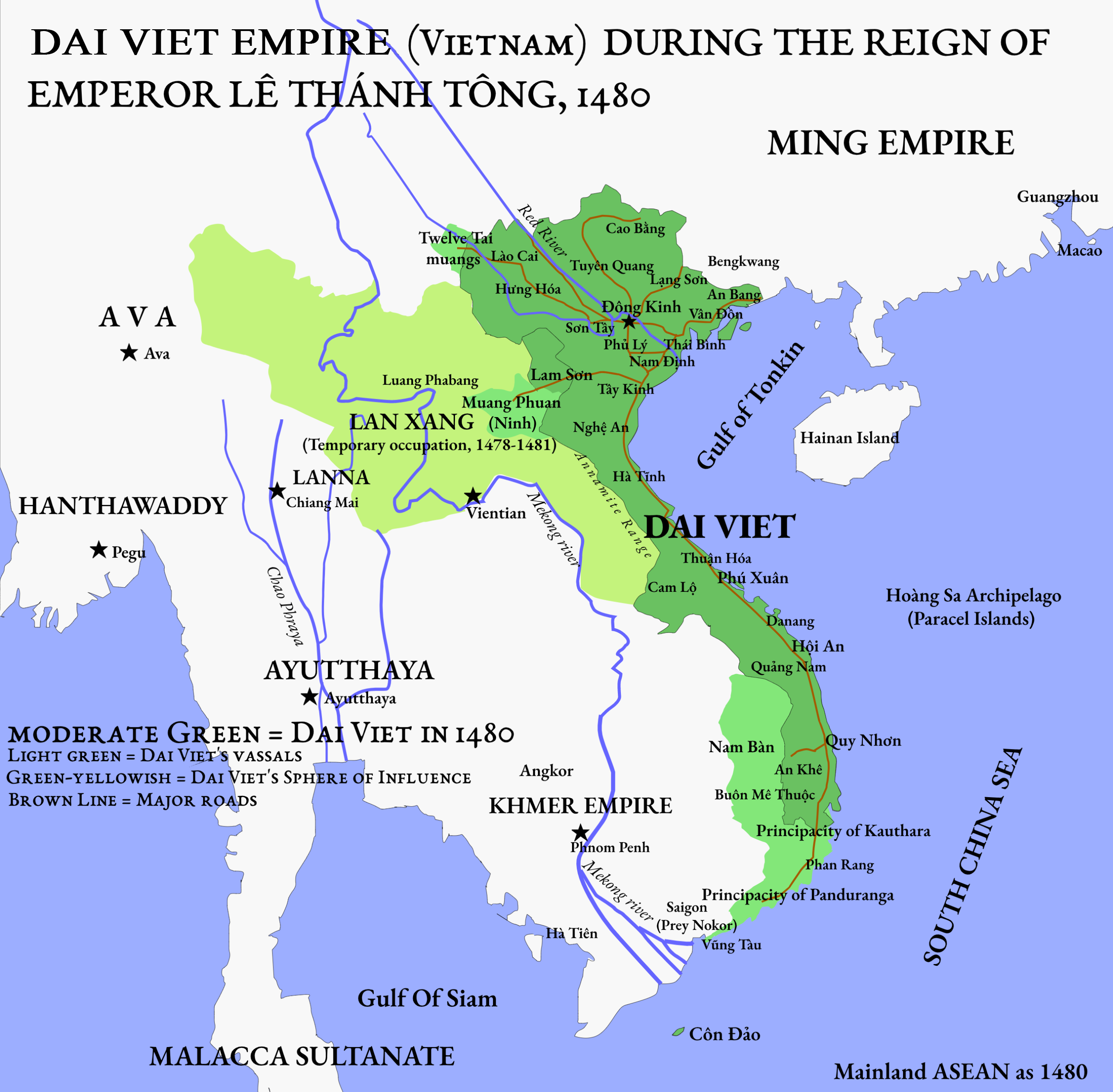
Expansion vietnamienne sous la Dynastie Lê

### Relative islamisation (1000-1500)
Sans doute dès l’an 1000, et l’Âge d'or de l'Islam, l’Insulinde (principalement Indonésie et Malaisie) est marquée également par l’expansion de l'islam. La diffusion de l'islam hors du monde arabo-musulman traditionnel s'explique en partie par la croissance des flux commerciaux.
En témoignent la vague des Livres des routes et des royaumes , conçus comme autant de guides, et l’importance des géographes et cartographes dans le monde arabo-musulman médiéval.
La diffusion de l'islam se fait en Indonésie et Malaisie dans le cadre de réseaux marchands, selon un mode de diffusion déjà utilisé pour le bouddhisme et le vishnouisme. Seul en Indochine, le royaume de Champa (Sud Viêt Nam) garde quelque trace d’une islamisation plus ancienne, portuaire, minoritaire, dans le peuple Cham.

### Première vague d’Européens (1500-1750): commerce et christianisme
Les grandes découvertes des puissances européennes aux XVe et XVIe siècles bouleversent la région et le monde, avec la première vague de colonisation européenne (en) (approximativement 1500-1800) : voyages exploratoires (en), missions chrétiennes d’évangélisation, commerce des épices, expansion européenne (de), nouvelles routes commerciales (1542-1565), mondialisation, impérialisme occidental.
Les premiers contacts de populations indochinoises (côtières) avec des commerçants chrétiens commencent après 1520, sans doute en 1533 pour le Viêt Nam.
En 1535, à Da Nang, passe le commerçant corsaire, chrétien et portugais António de Faria (en) ( ?-1548).
Hội An (ou Fai-Fo, 30 km au sud de Da Nang), considéré comme le meilleur port régional par les Chinois et les Japonais de l’époque, reçoit la visite plusieurs fois de commerçants et de missionnaires européens (espagnols, portugais, italiens et français).
C’est la rencontre de partenaires en recherche d’échanges, de marchés commerciaux, de protections équilibrées, d’ouvertures mesurées.
Des traités inégaux permettent à tel ou tel État d’espérer se défaire des tutelles de ses proches voisins (chinois, javanais, siamois, annamites, etc.) et/ou de tel groupe minoritaire dérangeant.
Les rivalités entre puissances locales s’adossent aux concurrences entre puissances maritimes arrivantes.
Parmi ces États : Đại Việt (968-1802), Royaume de Champa (192-1832), Empire khmer (802-1863), Royaume de Siam (1350-1939), etc.
L’évangélisation des populations, ou du moins d’une modeste part d’entre elles, fait partie du rôle de l’Église catholique dans les grandes découvertes (en).
Alexandre de Rhodes (1591-1660), missionnaire jésuite, de retour d'Extrême-Orient (où il a effectué plusieurs séjours entre 1624 et 1645), convainc le pape Alexandre VII d'envoyer trois évêques français volontaires, avec le rang de vicaires apostoliques en Asie en vue de créer un clergé autochtone bien formé et de s'adapter aux mœurs et coutumes du pays, sans ingérence dans les affaires politiques. Il est ainsi avec François Pallu (1626-1684) et Ignace Cotolendi (1630-1662), à l’origine de la création des Missions étrangères de Paris (1663).
Les premiers siècles de la présence française (et/ou européenne) sont marqués par le monopole missionnaire pour l’éducation (en dehors des traditionnelles écoles de pagodes (bouddhiques)), d’abord par la formation d’assistants, catéchistes ou catéchumènes indigènes, et d’interprètes. L’évangélisation, but ultime, passe par une forme de compréhension mutuelle (et de confiance), et, de fait, les premiers ethnographes sont des religieux. La langue liturgique du culte catholique reste le latin. La chrétienté est idéalement Res Publica Christiana.
« La formule qualifiée en espagnol de patronato (en) et en portugais de padroado, se traduit par un ensemble d’engagements mutuels. Inscrit à partir de la deuxième moitié du XVe siècle dans une série de bulles pontificales, le système du « patronage » revient à faire légitimer la colonisation par l’Église, et en retour à mettre les moyens humains, matériels et financiers. » : protectorat des missions (en). Christianisation et impérialisme semblent aller de pair, les religieux servant en quelque sorte d’éclaireurs.
Les pays indochinois sont des mosaïques multi-culturelles, multi-linguistiques : le Viêt Nam compte plus de 45 langues et 54 groupes ethniques, le Laos compte plus de 100 langues, et plus de 48 groupes ethniques (en) et le Cambodge compte plus de 20 langues et 17 groupes ethniques (en).
La première mission chrétienne connue au Cambodge est menée dans les années 1550 par le missionnaire dominicain portugais Gaspard de Santa-Cruz (1520-1570), qui, dans ses mémoires, reconnaît lui-même l’échec de son entreprise. D’autres tentatives, dont celle de Fernão Mendes Pinto (1511-1583), se succèdent, mais les conversions restent rares.
Le catholicisme au Cambodge reste donc embryonnaire, le catholicisme au Laos reste inexistant malgré la tentative du missionnaire catholique jésuite Giovanni Maria Leria au Lan Xang en 1642-1647, sous le règne de Surinyavongsa.
Par contre, les chrétiens en Cochinchine et au Tonkin seraient déjà 190 000 en 1645, même si leur nombre reste stable, jusqu'à la fin du XVIIIe siècle av. J.-C., constituant de fait la première Église catholique au Viêt Nam.
L’économie de comptoir commercial est dans la grande région le fait de différentes compagnies privées :
Compagnie française des mers orientales (1601), Compagnie française des Indes orientales (1664), Compagnie danoise des Indes orientales (1616-1729), Compagnie suédoise des Indes orientales (1731-1806), Compagnie britannique des Indes orientales (1600-1875), Compagnie autrichienne des Indes orientales (1775-1785), etc.

### Impérialisme occidental en Asie (1750-1850) et christianisation

Expansion de la présence française.

La concurrence commerciale, surtout pour l’Inde et l’Insulinde, est soutenue plus activement par les États et gouvernements européens : colonisation européenne de l’Asie du Sud-Est (en).
- Impérialisme occidental en Asie
- Collaboration militaire France-Vietnam (1787-1820)
- Da Nang et Poulo-Condore, territoires cédés à la France en 1787-1788, repris en 1795-1800

Des empires coloniaux se constituent, se confrontent et s’affrontent : Empire colonial français, Empire britannique (1707-1997), Indes orientales néerlandaises (1800-1949), Empire colonial néerlandais, Empire colonial portugais (1415-1999). Quelques voix européennes s’y opposent, dont l’abbé Raynal, Histoire des deux Indes (1770).
L’implantation religieuse chrétienne peut parfois susciter des problèmes, sociaux et politiques.
Au Viêt Nam, les persécutions religieuses (dont celles de 1825), particulièrement à la suite de la rébellion de Lê Văn Khôi, fils adoptif du vice-roi Lê Văn Duyệt, contre l’empereur d’Annam Minh Mạng (1791-1841) et le martyre du Père Marchand (1803-1835), parmi tous les Martyrs du Vietnam (1625-1886), sont l’occasion d’exercer davantage de pressions sur les États locaux.
Le soutien aux implications caritatives chrétiennes catholiques et aux missions catholiques aux XIXe et XXe siècles, particulièrement en Indochine, est assuré entre autres par l’Œuvre pontificale de la propagation de la foi (1822, autour de Pauline Jaricot (1799-1862)), une des Œuvres pontificales missionnaires.
L'enseignement confessionnel catholique est vite suivi par un enseignement (pré)professionnel, pour former et préparer à travailler dans les familles de colons, mais plutôt dans les entreprises commerciales ou industrielles, (employabilité comme intermédiaires, facilitateurs, contremaîtres…), et également plus tard comme futurs auxiliaires de l'administration coloniale.

### Colonisation et protectorats (1850-1940)
L’Indochine n’attire guère les convoitises occidentales entre 1815 (Congrès de Vienne) et 1840.
La colonisation française peut commencer après la conquête de l'Algérie par la France (pour l’essentiel 1830-1949).
Les interventions militaires navales (1843-1847), dont la Bataille de Tourane (Da Nang, 1847) relèvent de la diplomatie de la canonnière : campagne de Cochinchine (1858-1862), dont navires noirs et siège de Tourane (Da Nang, 1858-1860), guerre franco-chinoise (1881-1885) (dont flottille de Tonkin (1883), campagne de Lang Son, retraite de Lang Son), expédition du Tonkin (1883-1885), troupes coloniales (1900-1958). Se mettent en place des protectorats : Cochinchine française (1862-1946), Protectorat français du Cambodge (1863-1953), Protectorat français d'Annam (1883-1948), Protectorat français du Tonkin (1883-1948) , Protectorat français du Laos (1893-1954).
L’idéologie coloniale française, l’ambition d’assimilation coloniale s’accompagne de la mission d'exploration du Mékong (1866-1868). L’Indochine française s’établit : Liste des gouverneurs de la Cochinchine française, Liste des gouverneurs de l'Indochine française, Banque de l'Indochine (1875-1974, plantations, riziculture, exploitation minière, industries de transformation, infrastructures (programme routier, chemin de fer Nord-Sud du Viêt Nam), Institut Pasteur de Saïgon, etc.)…
Mais aussi pour contrer le développement du nationalisme vietnamien (Mouvement Cần vương (1885-1895)), création de la Sûreté générale indochinoise (1917), avec détention d’opposants politiques à la prison de Lao Bảo, ou au bagne de Poulo Condor, ou relégation dans d'autres lieux. Au besoin, comme dans la répression du Mouvement Cần vương (1885-1895), le maintien de l’ordre peut être assuré par les tirailleurs indochinois et autres supplétifs (milices, Linh Co, partisans et garde civile indigène), et Légion étrangère .
« Les conditions dans lesquelles s’est affirmée la présence française dans la péninsule, la diversité statutaire qui en a été le résultat, l’attitude respective des élites françaises et indochinoises, la relative faiblesse des moyens déployés, le souci permanent de limiter les coûts et l’instabilité politique chronique qui affecte la métropole, l’expliquent. C’est en se réformant de façon quasi-permanente, pour « coller » au mieux à une réalité mobile et largement insaisissable, que l’ordre colonial français s’est construit et maintenu pendant plusieurs décennies en Asie du Sud-Est. » Éric Gojosso, « Les institutions administratives de l’Indochine française avant 1945 : un vaste champ de réformes », Outre-Mers,‎ 2017 (lire en ligne, consulté le 7 décembre 2021)
Contrairement à l'Algérie française où vivent, en 1954, un million d'Européens parmi neuf millions d'indigènes musulmans, l'Indochine n'est pas une colonie de peuplement mais pour l'essentiel une entité vouée à l'exploitation économique des ressources naturelles locales. La présence européenne, qui évolue au fur et à mesure de l'agrandissement et de la consolidation des possessions et des changements économiques, se concentre surtout aux deux extrémités de la péninsule et se limite à des petites unités dans le reste du territoire. Il faut par ailleurs tenir compte du fait que l'organisation et la fiabilité des recensements sont — pour les Européens comme pour les indigènes — très aléatoires. Voir Populations de l'Indochine française.
La population des Européens et assimilés ne dépasse pas, vers 1930, 50 000 personnes (colons (11 %), fonctionnaires (19 %), militaires (59 %), missionnaires (1 %)), pour environ 20 000 000 habitants, soit largement moins de 1 %. Il s’agit d’une minorité allogène, globalement privilégiée, Pondichéryens compris, à laquelle il convient d’ajouter un important métissage, avec de nombreux enfants métis abandonnés et ostracisés. Parmi les indigènes (et assimilés), l’administration coloniale est forcée de se fier aux notables, aux lettrés (système vietnamien de mandarinat avec examens spécifiques), tout en se méfiant de ces gens âgés et aisés, et en préparant l’avènement de nouvelles élites (francophones, francotropes et francophiles). La population des Chinois ou assimilés est à la même époque estimée à 350 000 personnes, soit près de 2 %.
Le Cambodge connaît en 1867 sa première école laïque (pour la famille royale), la première école française en 1873, un collège français en 1893 (futur Lycée Sisowath (1933)), et la scolarité est déclarée obligatoire en 1930 : enseignement primaire et secondaire au Cambodge.
Pour utiliser la langue française comme facteur de mobilité sociale, sous la direction entre autres de Paul Beau (gouverneur-général en 1902-1908), l'enseignement franco-indigène est généralisé : créé en 1904 au Tonkin, en 1906 au Cambodge, et en 1906 en Annam et au Laos. Le vietnamien quốc ngữ est imposé dans l'administration (1906), et devient le support écrit de l'enseignement vietnamien, avec la suppression du recrutement par les examens impériaux.
L’Université Indochinoise (Đại học Đông Dương) est créée à Hanoï en 1906.
Dès 1924, le français est enseigné de manière obligatoire à partir du primaire dans les écoles franco-indigènes.
L'enseignement se diffuse beaucoup plus vite dans les trois pays vietnamiens qu'au Cambodge et au Laos, surtout en ce qui concerne le secondaire. Le développement de l'enseignement primaire supérieur a cependant un rôle important pour garantir l'ascension sociale des colonisés ; il contribue à créer une petite bourgeoisie indigène — essentiellement vietnamienne — de fonctionnaires et d'employés, mais aussi, dans les années 1930, de « révolutionnaires professionnels ». L'enseignement secondaire joue un rôle analogue et permet l'émergence de professions libérales dans la population locale. Le rôle de l'instruction dans la formation d'une élite indigène, est, à terme, générateur de tensions. Chez les colons, qui se méfient des effets de l'instruction sur les colonisés ; chez les autochtones ensuite, qui constatent que leur instruction ne les empêche pas de demeurer confinés à un rang social inférieur tandis que les « petits Blancs » continuent de bénéficier de passe-droits. Les jeunes intellectuels indigènes, y compris ceux ayant étudié en métropole, s'aigrissent de ne pas pouvoir accéder à des postes de responsabilités en dépit de leurs diplômes : voir enseignement dans l’Indochine française.
Pendant l'entre-deux-guerres, la domination française semble stable, et pourtant la révolte gronde, des soulèvements ont lieu : Révolte des Bolovens (1901-1936), Mouvement contre les impôts (1908), Guerre du Fou (1918-1921), Mutinerie de Yên Bái (1930), Soviets de Nghệ-Tĩnh (en) (1930-1931), etc. Et le parti communiste vietnamien (1930-1945) se fixe comme objectifs premiers de « renverser l'impérialisme français, le féodalisme vietnamien et la bourgeoisie réactionnaire [et de] rendre l'Indochine complètement indépendante ».
S’ajoute à cela, pour certains, un certain temps, l’attrait pour l’idéologie de la sphère de coprospérité de la Grande Asie orientale (Hakkō ichiu, expansionnisme japonais, Hòa Hảo).
Pour une étude du fonctionnement de l’école :
- Trinh Van Thao, L’école française en Indochine, Paris, Karthala, coll. Hommes et sociétés, 1995
- Pascale Bezançon, Une colonisation éducatrice ? L’expérience indochinoise (1860-1945), Paris, L’Harmattan, coll. Recherches asiatiques, 2002
- Nguyen Thuy Phuong, L’école française au Vietnam de 1945 à 1975 : de la mission civilisatrice à la diplomatie culturelle, Amiens, Encrage, 2017
- Lê Xuân Phan, L’enseignement au Viêt-Nam pendant la période coloniale, 1862-1945. La formation des intellectuels vietnamiens, thèse de doctorat d’histoire, Université Lumière Lyon 2, 2018.

### Indépendances (1940-2000)
Tous les empires coloniaux sont soumis à la montée des indépendances : désobéissance civile, mouvement de non-coopération (Gandhi, 1920), anticolonialisme, communisme, collectivisme économique, droit des peuples à disposer d'eux-mêmes, indépendantisme, mouvements indépendantistes dans l'empire colonial français, nationalisme, patriotisme, fronts de libération nationale, décolonisation.
Pour la région : invasion japonaise de l'Indochine (1940), guerre franco-thaïlandaise (1940-1941), occupation japonaise du Cambodge (1941-1945), coup de force japonais de 1945 en Indochine, première guerre d'Indochine (1946-1954) (jusqu’à la bataille de Diên Biên Phu (1954)), camps d'accueil des rapatriés d'Indochine (1954) : liste d’œuvres inspirées par l’Indochine française.
Le retrait français d’Indochine n’amène aucune paix : éphémère Union française (1946-1958), guerre du Viêt Nam (1955-1975, États-Unis) (théorie des dominos), guerre civile laotienne (1953-1973), guerre civile cambodgienne (1967-1975), crimes du régime khmer rouge (1975-1979), conflits sino-vietnamiens (1979-1990), crise des réfugiés d'Indochine (1975-2000), boat-people (1975-1983)…
Le lao est la seule langue officielle au Laos dès le traité d’indépendance, le 22 octobre 1953. La langue française au Viêt Nam perd son statut officiel en 1975.

### Depuis 2000
Études postcoloniales et études décoloniales, parmi d’autres, permettent de reconsidérer le passé, et d’envisager de meilleurs futurs.
De toutes ces tragédies résultent des diasporas, laotienne, vietnamienne, diaspora cambodgienne (en).
Dont en France : diaspora cambodgienne en France, diaspora laotienne en France, diaspora vietnamienne en France, et ailleurs : Viêtnamo-Américains, au Canada (Khméro-Canadiens), en Australie, en Nouvelle-Zélande, etc.
La péninsule indochinoise n’a manifestement pas vocation à la francophonie, pas plus en 2000 qu’en 1500.
La langue française est en régression, en repli principalement devant l’anglo-américain.
La langue française continue à exister, mais n’est plus véhiculaire dans aucun secteur : administration, enseignement, vie politique, presse, commerce, au moins depuis 1975.
L’ensemble des trois pays regrouperait 700 000 francophones vers 2000, selon le Haut Conseil de la francophonie, peut-être 1 000 000 de locuteurs vers 2010 : français du Cambodge, français au Laos, français au Vietnam.
En 2018, les trois pays, membres de l’Organisation internationale de la francophonie, revendiquent pourtant toujours un bon nombre de francophones : 190 000 au Laos, 439 000 au Cambodge, 675 000 au Viêt Nam.

## Genres

### Littérature administrative, religieuse, technique, scientifique
L'ensemble des textes écrits disponibles relève de diverses catégories, principalement issus des archives publiques, civiles, diplomatiques, militaires, pénitentiaires :
- archives publiques diplomatiques,
- archives publiques militaires,
- archives publiques pénitentiaires,
- archives religieuses chrétiennes, Missionnaires français en Indochine
- archives personnelles, correspondances privées, journaux intimes,
- travaux scientifiques,
- travaux historiques...

Parmi les grandes figures :
- Louis de Carné (1804-1876) : dont participation à la Mission d'exploration du Mékong (1866-1868)
- Alexandre Henri Mouhot (1826-1861), naturaliste, explorateur, ami de deux rois cambodgiens

Parmi les établissements publics de recherche, dont les archives sont accessibles :
- Académie des inscriptions et belles-lettres (1663),
- Institut national des langues et civilisations orientales (1669),
- École française d'Extrême-Orient (EFEO, 1898),
- Société française d'histoire des outre-mers (1912, SFHOM)[5],
- Académie des Sciences coloniales (1922 ou 1923, devenue Académie des sciences d'outre-mer : voir colloque 2011[6],
- Archives nationales d'outre-mer (ANOM, 1966)[7], à l’exclusion des archives du gouvernement de la Cochinchine, restées au Viêt Nam,
- Archives diplomatiques.

D’autres ressources seraient à exploiter :
- Entreprises coloniales en Indochine,
- Société asiatique (1822, et son Journal asiatique),
- Société académique indochinoise de Paris (1877)[8],
- Société de géographie d’Hanoï,
- Société des études indochinoises (1883),
- Comité de l’Asie française (1898), Bulletin du Comité de l'Asie française (1901-1940),
- Association des amis du vieux Huê (1913),
- Société des études euro-asiatiques (SEEA, 1977),
- Voir Gojosso, Les institutions administratives de l’Indochine française avant 1945 : un vaste champ de réformes[9].

### Écriture romanisée de la langue vietnamienne

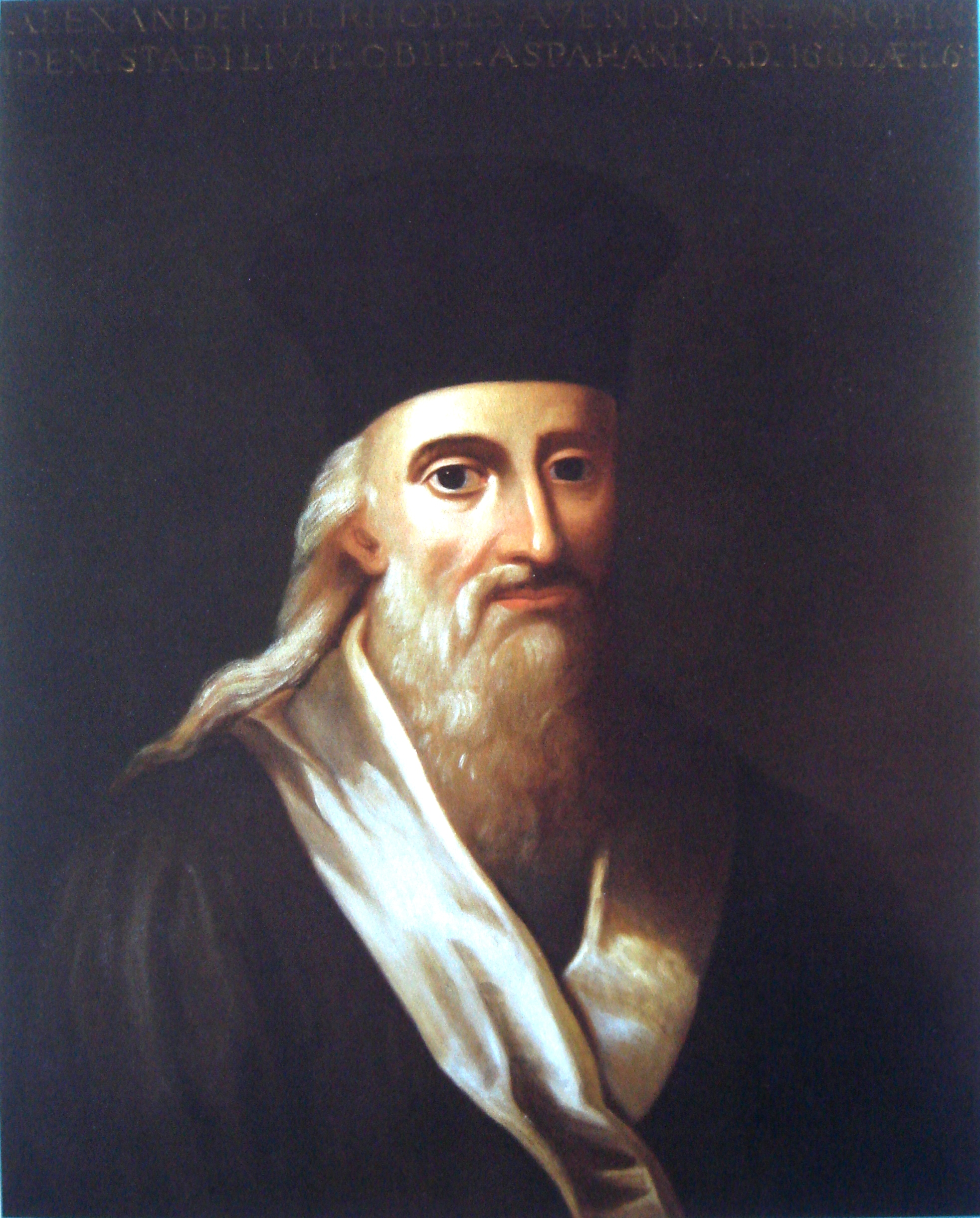
Alexandre de Rhodes (1591-1660)
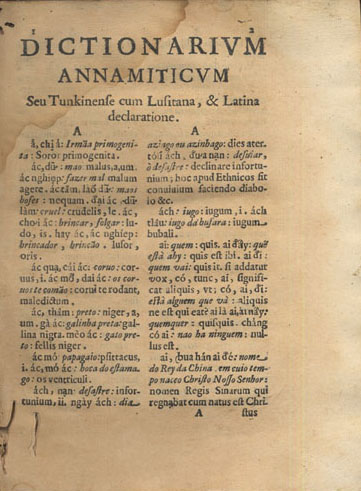
Le Dictionarium Annamiticum Lusitanum et Latinum d'Alexandre de Rhodes, publié par la Congrégation en 1651
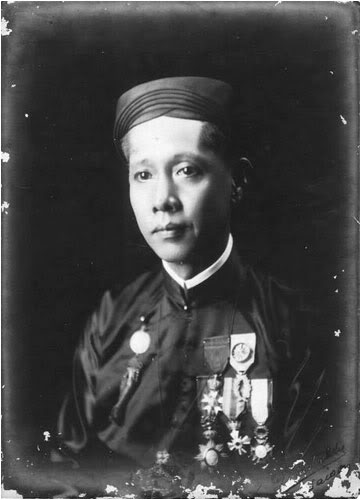
Trương Vĩnh Ký (1837-1898)

Les grands textes de l'époque Đại Việt (1054-1802) sont en chinois littéraire du Viêt Nam (en).
La notation de la langue vietnamienne, pendant près de mille ans, se fait par les caractères chinois. Au XIIIe siècle av. J.-C., ce système est concurrencé par l’écriture du Sud, écriture adaptée des sinogrammes : chữ nôm (quốc âm, nam âm), qui s’impose pour l'enseignement traditionnel confucéen (au Sud Viêt Nam), et les examens impériaux de recrutement des mandarins ou fonctionnaires.
Au XVIIe siècle av. J.-C., pour l’usage européen, pour servir les besoins d'évangélisation et de fonctionnement de la communauté (chrétienne), une méthode alternative, en alphabet latin adapté, est conçue pour noter la langue vietnamienne, alors dénommée annamite, grâce à un alphabet réputé créé en 1651 par le prêtre jésuite missionnaire Alexandre de Rhodes (1591-1660). Cette transcription phonologique romanisée de la langue vietnamienne, Chữ quốc ngữ ou écriture de la langue nationale, s’impose progressivement, surtout par les lettrés modernistes de la fin du XIXe siècle av. J.-C., en provoquant l’opposition des élites sinisées. Elle est depuis 1918 l’écriture officielle.
C’est ainsi la langue des érudits catholiques comme Trương Vĩnh Ký (1837-1898, érudit, enseignant, traducteur, linguiste) et Huỳnh Tịnh Của (en) (1834-1907), celle du premier roman vietnamien à l'occidentale,
L'histoire du professeur Lazaro Phien (vi) (1887) de Nguyễn Trọng Quản (vi) (1865–1911), celle de Lê Hoằng Mưu (vi) (1879-1941, journaliste, romancier, poète). Pour cette élite intellectuelle, bilingue ou trilingue, la nouvelle écriture va permettre de sauvegarder la culture et le peuple vietnamiens.
Les ouvrages de Nguyễn Du (1766-1820), grand poète vietnamien, écrits dans l’ancienne écriture, sont retranscrits dans la nouvelle, avec grand succès. Ainsi se développe la littérature en quoc ngu
.
Sans doute, « la fondation de la société des Missions Étrangères de Paris pourrait avoir des liens avec la volonté hégémonique de la France. » Mais le quốc ngữ participe désormais du sentiment national vietnamien. En témoignent des mouvements réformistes comme la Société d’Enseignement Mutuel du Tonkin (1892-1946, Hội Trí Tri (en)) ou la Tonkin Free School (en) (1907).
Le culte chrétien catholique s’effectue en latin, et la maîtrise du français est par conséquent facultative dans ce domaine. L’enseignement des missions privilégie donc l'apprentissage du latin et du quốc ngữ.
En 1877, est organisé le service de l'instruction publique, en Cochinchine, visant à imposer la langue française, dont la maîtrise est indispensable pour accéder aux études supérieures. Dans les écoles franco-indigènes, les obligations sont soumises à d’autres contraintes, malgré toutes les réformes. Voir Enseignement en Indochine française.
Les ouvrages en vietnamien sont comme les autres soumis au Dépôt légal.

### Littérature de témoignage
De nombreux récits, biographiques ou autobiographiques (autofiction et hagiographie comprises), ont révélé des personnalités françaises de l’Indochine française, comme
- Francis Garnier (1839-1873), officier de marine, explorateur, qui a passé l’essentiel de sa vie à explorer le Mékong,
- Auguste Pavie (1847-1925), explorateur, diplomate, haut-fonctionnaire, Mission Pavie en Indochine 1879-1895 (1899-1919)[13],
- Pierre Loti (1850-1923)…

De nombreux textes relèvent, pour partie, du récit de voyage ou du carnet de voyage, de l'exotisme (académique, impressionniste, ou expressionniste).
Parmi les militaires en activité après 1940 :
- Général Marcel Bigeard (1916-2010)
- Jean Pouget (1920-2007)[14] (modèle et de Jean Lartéguy pour Les Centurions), Nous étions à Diên Biên Phù (1964), Le Manifeste du Camp no 1 (1969)
- Pierre Sergent (1926-1992)
- Pierre Schoendoerffer (1928-2012), cameraman au Service Cinématographique des Armées en 1952, fait prisonnier à Diên Biên Phu, puis reporter-photographe de guerre après sa libération, réalisateur de La 317e section (1965, adaptation de son propre ouvrage sur le conflit vietnamien), d’Objectif 500 millions, du documentaire La Section Anderson (1967), sur la guerre d'Indochine, de Le Crabe tambour (1977, adaptation d’un autre de ses romans) 1982, Dien Bien Phu (1992), Là-haut, un roi au-dessus des nuages (2004, adaptation de son roman Là-haut (1981))
- Erwan Bergot (1930-1993), rédacteur en chef du magazine de l'armée de Terre, Deuxième classe à Dien-Bien-Phù (1964), Les 170 jours de Diên Biên Phù
- Et beaucoup d’autres : général Dominique de La Motte, Louis Stein, capitaine Dominique Bonelli, colonel Pierre Charton, commandant Jean Cornuault…

Parmi les ressources :
- BNF, Indochine française, période 1858-1897
- BNF, Indochine française, période 1946-1954
- BNF, Indochine française, Cambodge période 1863-1953
- BNF, Indochine française, Laos, période 1893-1953
- BNF, Indochine française, Viêt Nam, période 1858-1945
- Guerre d’Indochine dans la fiction
- Association nationale des anciens prisonniers internés déportés d'Indochine
- Corps léger d'intervention, Corps expéditionnaire français en Extrême-Orient (1945-1956)
- Personnalités de la guerre d'Indochine
- Batailles de la guerre d'Indochine
- Revue Combattant d'Indochine (1952-)
- Mémorial des guerres en Indochine

### Journalisme
Les textes argumentatifs de toute sorte se retrouvent dans les journaux : annonce (information, relation, description), déclaration (proclamation, engagement, promesse, vœu), dénonciation (accusation, pamphlet), plaidoirie (judiciaire, politique), proposition (promotion, projet), revendication (réclamation), etc.
L’Imprimerie d'Extrême-Orient (1885, François-Henri Schneider et son frère), outre le Journal officiel de l’Indochine française (1889-1951),, assure de nombreuses publications périodiques, en français et en vietnamien par exemple.
Le Syndicat de la Presse Cochinchinoise (Henry Chavigny de Lachevrotière) fédère les responsables de la plupart des publications autorisées.
Parmi les journaux, plutôt d’opinion, d'Indochine coloniale, d’expression française :
- Le Courrier saïgonnais (1895-1931)
- La Revue indochinoise (1897-1927 ?) (de François-Henri Schneider)
- Lục Tỉnh Tân Văn (en) (Hanoï, 1907-, Le Moniteur des provinces)
- La Plume (Indochine française) (1912-1926)[17]
- Les Pages indochinoises (1912-1926)
- France-Indochine, pendant francophone de Đông Dương tạp chí (en) (1913-1919) (de Gilbert Trần Chánh Chiếu (en), Nguyễn Văn Vĩnh et François-Henri Schneider)
- La Voix annamite
- L'Écho Annamite
- Nam-Phong (Vent du Sud) (Hanoï, 1917-1934)
- L'Écho du Cambodge (en) (Pnomh-Penh, 1922-?)
- La Cloche fêlée (Saïgon, 1923-1926) : Nguyễn An Ninh, Eugène Dejean de La Bâtie
- L'Annam (1926-1928)
- La Lutte (en), journal, Saïgon (1933-1939), avec Nguyễn An Ninh[18] : Nguyễn An Ninh,
- L'Impartial (Indochine française) (1917-1926) d'Ernest Outrey
- La Dépêche (Indochine française) (1928-1946) de Henry Chavigny de Lachevrotière
- La Tribune indochinoise
- L’Avenir du Tonkin (de François-Henri Schneider et Nguyễn Văn Vĩnh)
- Le Courrier de Haïphong
- L’Indochine
- L’Opinion
- La patrie annamite
- Annam nouveau
- Le Peuple (communiste)
- Les Cahiers de la Jeunesse (1935)
- La Nouvelle Revue Indochinoise (1936-1938) : Christiane Fournier
- Indochine (1940-1945)
- L'Union française (1946-1951) : Henry Chavigny de Lachevrotière...

Parmi les journalistes français :
- René Crayssac (1883-1940),
- Henry Chavigny de Lachevrotière (1883-1951), rédacteur en chef de L’Impartial,
- Albert Londres (1884-1932),
- Édouard Marquis (1890-1962)[19],[20],
- André Malraux (1901-1976), fondateur de l’éphémère journal L’Indochine, qui dénonce la politique colonialiste de la France,
- Lucien Bodard (1914-1998), correspondant de guerre pour France-Soir, La Guerre d’Indochine (1963-1967),
- Jean Lartéguy (1920-2011), correspondant de guerre pour Paris Match de nombreux événements du XXe siècle (révolution d’Azerbaïdjan, guerre de Palestine, guerre de Corée, Indochine, Algérie, guerre du Viet Nam),
- René Vital (1924-1993)[21], du magazine Paris Match (1952-1960),
- Brigitte Friang (1924-2011), correspondante de guerre pour l’expédition de Suez et la guerre du Viet Nam (pour la télévision française (ORTF) dont elle est licenciée l’été 1968),
- Max Clos (1925-2002), grand reporter au Figaro pendant la guerre d’Indochine,
- Paul Bonnecarrère (1925-1977), parachutiste, puis correspondant de guerre en Indochine, à Suez et en Algérie, Par le sang versé (Fayard, 1969), La guerre cruelle (Fayard, 1972),
- Jacques Chancel (1928-2014), correspondant à la radio de Saigon, correspondant de guerre pour Radio France Asie…

Pour une étude de la presse indochinoise, au moins de langue française :
- une source BNF[22]
- Lê Thu Hang, Transferts culturels et contrôle de l’imprimé pendant la colonisation française au Viêt-Nam (1862-1945), thèse de doctorat, Histoire contemporaine, Université Saint-Quentin en Yvelines, 2010, 2 vol.[23].

Le développement de l’offre radiophonique (en français et en vietnamien) mériterait une étude particulière.
Parmi les journalistes vietnamiens, souvent également hommes politiques :
- Phạm Quỳnh (1892-1945)[24], francophile, monarchiste, journaliste (Đông Dương tạp chí (Indochina Magazine), Nam Phong, etc.), auteur : Essais franco-annamites (1937),
- Nguyễn An Ninh (1900-1943).

## Auteurs français
« La littérature coloniale n’existe pas, c’est de la littérature de tourisme colonial » (1909), selon Pierre Mille (1864-1941). La formule, vite dépassée, signale quelle méconnaissance des langues, cultures et sociétés de tels écrits peuvent véhiculer.
Ainsi, la vie des occidentaux, en station climatique, de bord de mer (comme Bà Rịa, Do Son, Kep, Nha Trang), de montagne (comme Bana, Bokor, Đà Lạt, Sa Pa, Tam Đảo) ou en quartier résidentiel sécurisé (façon compound), prédispose mal à un regard objectif.
Certains écrivains, et d’abord journalistes, révoltés par les injustices du fait colonial, affichent des positions anticolonialistes.
Cette littérature existe un peu en poésie (poèmes, chansons, comptines), un peu en théâtre, beaucoup en fiction romanesque, souvent de type roman colonial.
- Pierre Loti (1850-1923), dont Un Pèlerin d’Angkor (1912),
- Paul Bonnetain (1858-1899), Au Tonkin (1884), L'Opium (1886, préfacé par Alphonse Daudet, G. Charpentier éd.),
- Georges-Albert Puyou de Pouvourville (1861-1939, Mat-Gioi), Annam sanglant (1897), De l’autre côté du mur, Le Maître des sentences (1898), Rimes d’Asie (1912),
- Jean Ajalbert (1863-1947), Sao Van Di (mœurs de Laos) (1905), Raffin Su-Su (1911),
- Jules Boissière (1863-1897), Fumeurs d'opium (1896),
- Paul Claudel (1868-1955), Mon voyage en Indochine(1922),
- Albert Garenne (1873-1958)[25],[26], poète, romancier, Cris, Chansons, Le vieux Claude suivi de L'Urne de cristal, La Forêt Tragique (roman couronné par l'Académie Française), La Captive Nue (1925)
- Henry Daguerches, pseudonyme de Charles Valat (1876-1939), militaire, écrivain, poète, Le kilomètre 83 (1913),
- Paul Chack (1876-1945), officier de marine, écrivain, Hoang-Tham, pirate (1933),
- Clotilde Chivas-Baron (1876-1956)[27], Trois femmes annamites (1922), La Simple histoire des Gaudraix, roman de mœurs coloniales (1923), Folie exotique (En brousse sedang), roman (1924), Confidences de métisse (1927), La femme française aux colonies (suivi de contes et légendes de l'Annam)
- Claude Farrère (1876-1957), officier de marine, essayiste, romancier, Les Civilisés (1905, Prix Goncourt), Fumée d’opium, L’Homme qui assassina, Mlle Dax, jeune fille, La Bataille, Les Petites Alliées, Thomas l’Agnelet, (de l’Académie française, et en l'honneur duquel existe le prix Claude Farrère),
- Francis de Croisset (1877-1937), romancier, dramaturge, librettiste, La Côte de Jade (1938),
- Alfred Droin (1878-1967)[28],[29] Jonque victorieuse, Rimes tonkinoises, La Tête de Thi-Ba, Thi-Ba, fille d’Annam,
- Émile Nolly (1880-1914)[30], Hiên le Maboul (1909) , La barque annamite (1910),
- Gabrielle Maud Vassal (1880-1959), Mes trois ans en Annam (1907-1910) (1913),
- Herbert Wild, pseudonyme de Jacques Deprat (1880-1935)[31], Le conquérant (1924),
- Eugène Pujarniscle (1881- 1951),
- Jeanne Leuba (1882-1979), poétesse, romancière, journaliste, archéologue, Tristesse du soleil (recueil de poèmes paru en 1913), Les Ailes de feu (roman, 1920),
- Jean Marquet (1883-1954), journaliste, romancier du paysan indochinois, auteur surtout pédagogique et historique, De la rizière à la montagne (1920), Du village à la cité : mœurs Annamites (1930),
- René Crayssac (1883-1940), journaliste, écrivain et poète,
- Frédéric Blanchod (1883-1963)[32], docteur voyageur, suisse, La randonnée asiatique (1950),
- Paul Monet (1884-1941)[33], Les Jauniers, histoire vraie (1930)[34],
- Louis Roubaud (1884-1941), Viet Nam (1931)[35],
- René Jouglet (1884-1961), Les Roses de la Vie (1912), Frères (1927), Voyage à la république des piles (1928), Dans le soleil des jonques (1935), Soleil levant (1936) (Les Paysans (1951 et 1952), Le Mal du Siècle (1960)),
- Louis-Charles Royer (1885-1970), Kham, la laotienne : l'or et les filles du Laos, Kham la Bayadère,
- Roland Dorgelès (1885-1973), Sur la route mandarine (1925),
- Pierre Billotey (1886-1932), L'Indochine en Zigzags (1929), Sao Kéo ou le bonheur immobile (1930)
- Pierre Benoit (1886-1962), Le Roi lépreux (1927),
- George Groslier (1887-1945), artiste peintre, scientifique, archéologue, ethnologue, photographe, organisateur de l’École des arts cambodgiens, Directeur des Arts cambodgiens puis Inspecteur général des Arts en Indochine, créateur et premier conservateur du Musée Albert Sarraut à Phnom Penh (aujourd’hui Musée national du Cambodge), essayiste, romancier, C’est une idylle (1929),
- Jules Castier (1888- 1956), ingénieur, poète, traducteur,
- Georges-André Cuel (1889-1946)[36], romancier, cinéaste, Barocco (1924), El Guemouna, le marchand de sable (1930), Tamara, L’homme fragile… et de nombreux films autant comme auteur que dialoguiste : La femme perdue, Tamara la complaisante, Roi de Camargue, Pas de coup dur pour Johnny…
- Roland Meyer (1889-1960?)[37], Propos du vieux colonial (1952), Saramani, danseuse khmère (1919, 1922, 1972), Komlah, visions d'Asie (1929),
- Yvonne Schultz (1889-1977), Le Sampanier de la baie d'Along (1930),
- Albert de Teneuille (1891-1965)[38], Bà-Dầm (1930, avec Truong-Dinh-Tri),
- Jean Dorsenne (Étienne Troufleau, 1892-1945)[39], poète, romancier, Faudra-t-il évacuer l'Indochine ? (1932), Sous le soleil des bonzes (1934),
- Jean d'Esme (1894-1966), journaliste, romancier, dont Au Dragon d’Annam (1927), les Dieux rouges (1923)…
- Christiane Fournier (1899-1980)[40], Homme jaune et femme blanche (1933),
- André Malraux (1901-1976), La Voie royale (1930),
- Pierre Do-Dinh (1906-1970), historien, poète, Le Grand Tranquille (1937),
- Makhali-Phâl (Pierrette Guesde, 1908-1965), franco-cambodgienne, poétesse, romancière, La Favorite de dix ans (1940), Narayana ou Celui qui se meurt sur les eaux (1942), Le Roi d'Angkor (1952),
- Marguerite Duras (1914-1996), romancière, Un barrage contre le Pacifique (1950), L’Amant (1984), L'Amant de la Chine du Nord (1991),
- Jean Hougron (1923-2001), la Nuit indochinoise (7 romans), dont Tu récolteras la tempête (1950), Je reviendrai à Kandara et Mort en fraude (1953, Grand prix du roman de l'Académie française),
- Raoul Coutard (1924-2016), Le Même Soleil : Indochine, 1945-1954 (autobiographie, 2010),
- Michel Ragon (1924-2020), Ma sœur aux yeux d'Asie (1982),
- Michel Tauriac (1927-2013), Les Yeux bridés (1968), Jade (1986), La Tunique de soie (1993), La reine d'Angkor (1997),
- Erwan Bergot (1930-1993): Sud lointain, trois tomes dont Le Courrier de Saïgon (1990), La Rivière des Parfums (1990), Le Maître de Baotan (1991),
- Cassilde Tournebize (1934-)[41], Une enfance en Indochine : de la douceur à la tourmente (2003),
- Kim Lefèvre (1935-2021), traductrice, romancière, Métisse blanche (1989), Retour à la saison des pluies (1990), Moi, Marina la Malinche (1994), Les Eaux mortes du Mékong (2006),
- Yveline Féray (1939-), Contes d’une grand-mère vietnamienne (2016), Dix mille printemps (1989),
- Marie-Claire Jacq (1945-), La nostalgie du Mékong (2017),
- Morgan Sportès (1947-), Tonkinoise (1995),
- Pierre Lemaitre (1951-), Le Grand Monde (2022),
- Pascale Roze (1954-), L'Eau rouge (2006),
- Patrick Deville (1957-), Kampuchéa (2011), Peste & Choléra (2012),
- Eric Miné (1960-)[42], Le Garçon de Vientiane (2011), Koh Chang la victoire (2010),
- Alexis Jenni (1963-), L'Art français de la guerre (2011),
- Éric Vuillard (1968-), Une sortie honorable (2022),
- Christophe Bataille (1971-), Annam (1993),
- Yves Potvin, Rouge d’Orient (2003),
- et beaucoup d'autres.

### Ressources
- Les écrivains d’Indochine : les romanciers, Site « souvenir français
- Alain Quella-Villéger, dans Indochine, un rêve d’Asie, publié par Omnibus en 2010
- Louis Malleret (1901-1970), EFEO, L’Exotisme indochinois dans la littérature française depuis 1860 (1934), Paris, Harmattan, coll. « Autrement mêmes », 2014, p. xvii.
- Bernard Hue, Indochine : reflets littéraires, 1992[43]
- Bernard Hue (éd.), Littératures de la péninsule indochinoise, Paris, Karthala, 1999 (ISBN 978-2-86-537968-2)
- Xuan Bao Bui[44], La littérature vietnamienne d’expression française , in Littératures de langue française hors de France : anthologie didactique, Sèvres, F.I.P.F., 1976
- Xuan Bao Bui, Le roman vietnamien contemporain. Tendances et évolution du roman vietnamien contemporain, 1925-1945, Saigon, Tu Sach Nhân Van Xa Hôi, 1972
- Guillemin Alain, La Littérature vietnamienne francophone entre colonialisme et nationalisme, in Littératures et temps colonial : métamorphoses du regard sur la Méditerranée et l’Afrique, Jean-Robert Henry et Lucienne Martini (éds), Aix-en-Provence, Édisud, 1999, p. 267-279
- Trần Cửu Chấn, Les grandes poétesses du Vietnam, études littéraires, Saïgon, 1950[45],[46],[47]
- Pham-Dan Binh, Bernard Hue, Patrick Laude, Patrick Meadows, Henri Copin, Littératures de la péninsule indochinoise (Histoire littéraire de la francophonie), Rennes, 1992[48]
- Laurent Dartigues, Histoire d’une rencontre ratée et histoire à parts inégales. Essai sur le discours orientaliste à propos du Viêt Nam 1860-1940, sl, sn, version auteur corrigée et augmentée, 2012[49].
- Ching Selao, Le roman vietnamien francophone: Orientalisme, occidentalisme et hybridité, 2011, Presses de l'Université de Montréal[50]
- Trinh Van Thao et Nguyen Phuong Ngoc (dir.), Les "passeurs". Portrait de groupe d’intellectuels vietnamiens dans le siècle franco-vietnamien (1858-1954), Moussons, no 24, 2014
- Durand, Maurice M., et Nguyen Tran-Huan, Introduction à la littérature vietnamienne, Paris, G.-P. Maisonneuve et Larose, coll. Unesco, 1969
- Henri Copin, L'Indochine dans la littérature française : des années vingt à 1954 : exotisme et altérité, 1996[51]
- Henri Copin, L’Indochine des romans, 2000[52]
- Henri Copin, L’Annamite comme sujet du roman indochinois écrit en français (conférence, Marquet et Nguyen Van Nho)[53]
- Vladimir Kapor (1976-)[54], Le grand prix de littérature coloniale, 1921-1938 (2018), Paris, l'Harmattan, 2 tomes[55]
- Nguyễn Thế Anh, La place du Laos dans la littérature coloniale, article, 2008
- Anthologie franco-indochinoise[56]
- Liste BNF de romans indochinois français[57]

Enfin, il convient de saluer les nombreuses traductions littéraires du vietnamien au français, et du français au vietnamien (fonds BNF). On remarque particulièrement Trương Vĩnh Ký (1837-1898, alias Jean-Baptiste Pétrus), Nguyễn Văn Vĩnh (1882-1936), Xuân Hạo Cao (1930-2007), Phạm Thị Hoài (1960-).

## Auteurs autochtones
Pour la vitalité dans ce domaine, le Cambodge ni le Laos ne peuvent rivaliser avec le Vietnam, plus peuplé, plus urbain, plus lettré, et depuis plus longtemps.
Des écrivains, principalement vietnamiens, entre (au moins) deux cultures et deux langues (vietnamien, chinois, français), révoltés de la situation coloniale, réformistes ou révolutionnaires, favorables à l’indépendance, choisissent de participer aussi à l’émergence d’une littérature francophone dans la colonisation française.
Un petit nombre d'auteurs d’origine vietnamienne publient leurs premières œuvres en français au tournant du 20e siècle, profitant des possibilités d'édition et d'impression :
- Nguyen Trong Hiep (vi) (Kim Giang, 1834-1902)[59], Capitale de la France (recueil de poèmes, 1897)[60]
- Aruna Yukanthor (1860-1934)[61], La cantate angkoréenne (1923), Boniments sur les conflits de deux points cardinaux (1931), Prière haute (1935)
- Kỳ Đồng (vi) (Nguyễn Văn Cẩm, 1875-1929)[62],[63], Les Amours d’un vieux peintre aux îles Marquises (1898, théâtre)[64]
- Nguyên Van Nho[65], Les Souvenirs d’un étudiant (1920)[66],[67]

Cette forme d’exotisme inversé se retrouve dans la réécriture de contes et légendes, et surtout les mémoires, journaux intimes ou correspondances :
- Nguyễn Phan Long (1889-1960), Le Roman de mademoiselle Lys (1921)[68],[69]
- Trương Đinh Tri (vi) (?) et Albert de Teneuille (1891-1965)[38], Bà-Dầm (1930)[70]
- Nguyễn Đức Giang[71], Vingt ans (1940)[72]

« Cette littérature mérite d’être étudiée, et sortie de l’ombre grâce à un travail bibliographique rigoureux, accompagné d’une relecture des œuvres les plus remarquables, car elles témoignent des facettes d’un dialogue entre les cultures. »

### Théâtre
- Michel My (Nguyên-hũ ̛-Mỷ), L’Annam sous la terreur, drame historique[74] (1920 ?)
- Kỳ Ðôǹg (1875-1929)[75], Les amours d'un vieux peintre aux îles Marquises : comédie (1898 ?)

### Poésie
- Nguyen Van Xiem (18..-19..)[76], Mes Heures perdues (1913)[77]

### Roman
- Nguyễn Phan Long (1889-1960)[68], Le Roman de mademoiselle Lys (journal d'une jeune fille cochinchinoise moderne), Essai sur l'évolution des moœurs annamites contemporaines (1921), Cannibales par persuasion (contes, nouvelles, fantaisies) (1932)
- Ngọc Phách Hoàng (1896-1973)[78], Un cœur pur, le roman de Tố Tâm[79]
- Cung Giũ Nguyên (vi) (1909-2008)[80], Le domaine maudit (1961), Le fils de la baleine (1956)
- Trịnh Thục Oanh[81] et Marguerite Triaire, En s'écartant des ancêtres (1939)[82]
- Phạm Duy Khiêm (1908-1974), Légendes des terres sereines (1942), La Jeune femme de Nam Xuong (1944), Nam et Sylvie (1957)
- Nguyen Manh Tuong (en) (1909-1997), juriste, intellectuel, universitaire, Pierres de France (1937)
- Cung Giũ Nguyên (vi) (1909-2008)[80], Volontés d'existence (1954), Cung Giu Nguyen. Le Fils de la baleine (1956), Le domaine maudit (1961)
- Pham Van Ky (1910-1992), Fleurs de jade (poésie, 1943), L'Homme de nulle part (légendes, 1946), Frères de sang (premier roman, 1947), Celui qui régnera (1954), Les Yeux courroucés (1958), Les Contemporains (1959), Perdre la demeure (1961, Grand prix du roman de l'Académie française), Des femmes assises çà et là (1964)
- Hoàng Xuân Nhị (vi) (1914-1990)[83], Les Cahiers intimes de Heou-Tâm, étudiant d'Extrême-Orient (1939), Heou-Tâm (1942), Plaintes d'une Chinh-Phou (1943)
- Thu Ho Ly (1915-1989)[84], Printemps inachevé (1962), Au milieu du carrefour (1969)
- Trần Văn Tùng (1915- ?)[85],[86],[87], Aventures intellectuelles (1938), Souvenirs d'un enfant de campagne (1939), Rêves d’un campagnard annamite (1940), Le Cœur de diamant, contes d'Annam (1944), Bach-Yên, ou La fille au cœur fidèle (1946),
- Nguyễn Đức Giang (1920 ? - ?)[88], Vingt ans (1940)

### Générations postérieures
Parmi les auteurs nés après 1930, peu nombreux sont ceux dont les ouvrages sont traduits, diffusés et appréciés (également) hors du Viêt Nam :
- Nguyên Long Cuong (Pédro, 1934-)[89], Les Montagnes des parfums (1996),
- Dương Thu Hương (1947-), Les Paradis aveugles, (1988, prix Gabrielle-d'Estrées 1991), Terre des oublis (2002), Itinéraire d'enfance (1985), Histoire d'amour racontée avant l'aube (1986), Au-delà des illusions (1987),
- Nguyễn Huy Thiệp (1950-2021), nouvelliste (Un général à la retraite (1987)), dramaturge (Les démons vivent parmi nous), romancier (À nos vingt ans, 2005)
- Bảo Ninh (1952-), biochimiste, romancier, Le Chagrin de la guerre (Nỗi buồn chiến tranh, 1991)
- Phạm Thị Hoài (1960-), romancière, traductrice, vivant à Berlin, La Messagère de cristal (1991), Menu de dimanche (1997)
- Viet Thanh Nguyen (1971-), Le Sympathisant (2015)

### Diasporas
Divers écrivains vietnamiens francophones, occidentaux (principalement en Belgique, Canada, France), revendiquent également leur appartenance vietnamienne. Parmi les auteurs nés après 1930 :
- Tuyêt-Nga Nguyên (1935?-)[91], Soleil fané (1959), Le Journaliste français, Les Guetteurs de vent, Soie et métal, Belgiques
- Minh Dung Louis Nghiem (1935-)
- Kim Lefèvre (1935-2021)[92], Métisse blanche (1989), Retour à la saison des pluies (1990), Moi, Marina la Malinche (1994), Les Eaux mortes du Mékong (2010)
- Kim Doan[93]
- Nguyên Xuân Hùng (1942-)
- Annick Perrot-Bishop (1945-)
- Trinh Xuan Thuan (1948-)
- Bach Mai (1953-)[94], D'ivoire et d'opium (1985), Hier encore Saïgon (2009), Rivages du Mékong (2012), Le Bouddha couché (2017)
- Vân Mai (1954-)
- Do Kh. (1955-, Do Khiem), La fiancée du lieutenant T., La praxis du docteur Yov, Saïgon Samedi, Khmer Boléro
- Anna Moï (1955-, Tran Thien Nga), nouvelliste, romancière, L’Écho des rizières (2001), Parfum de pagode (2001), Riz noir (2004), Rapaces (2005), Violon (2006), Le Venin du papillon (2017)…
- Tran Thi Hao (1957-)[95], enseignante, romancière, La jeune fille et la guerre (2006), À toujours ma concubine (2010), La dernière impératrice d’Annam: Nam Phuong (2014), J’aurai vingt ans dans deux jours (2016), La jeune fille et la guerre (2017), Fleur dorée d’abricotiers devant la tempête, Illusions des études à l’étranger...
- Tran-Nhut (1962-) et Thanh-Van[96]
- Linda Lê (1963-2022), nouvelliste, romancière, Les Evangiles du crime (1993, deux prix), Les Trois Parques (1997, Prix Fénelon), À l’enfant que je n’aurai pas (2011, prix Wepler Cronos, bourse Cioran, prix Renaudot du livre de poche)...
- Kim Thúy (1968-, Nguyen An Tinh), Ru, Man, Vi
- Sabine Huynh (1972-)
- Doan Bui (1974-), Le Vietnam raconté à mes filles (2015, BD), Silence de mon père (2016), Indochine, une colonisation oubliée (2024)
- Hoai Huong Aubert-Nguyen (1976-)[97],[98]
- Minh Tran Huy (1979-)
- Câm̀ Thi Đoàn[99], chercheuse Inalco, traductrice, éditrice aux éditions Riveneuve (Nouvelle Collection Vietnamienne)[100],[101]

### Ressources
Parmi les ressources :
- Union Littéraire Autonome (vi) (1934, en vietnamien Tự Lực văn đoàn)[102]
- Jack Andrew Yeager, The Vietnamese Novel in French : A Response to Colonialism, Hanover, 1987, Press of New England
- Nathalie Huyn Chau Nguyên, Vietnamese Voices : Gender and Cultural Identity in the Vietnamese French Novel, Dekalb, Illinois : Southeast Asia Publications, Center for Southeast Asian Studies, Northern Illinois University, 2003
- Pham Van Quang, L’institution de la littérature vietnamienne francophone, Paris, 2013
- Giang-Huong Nguyen, La Littérature vietnamienne francophone (1913-1986), Garnier, 2018  (ISBN 978-2-406-08164-7)[103],[104],[105],[106],[107]
- Julie Assier, Des écrivaines du Viêt-Nam en quête d'ancrage. Linda Lê, Kim Lefèvre et Anna Moï, thèse de littérature sous la direction de Christiane Chaulet Achour, université de Cergy-Pontoise, 2013

## Autres formes d'expression artistique d'origine européenne
Au début, côté européen, outre le colonialisme, il y a le romantisme et plus particulièrement l'orientalisme littéraire, celui du Divan occidental-oriental (1819-1827, Goethe), et dont le plus évident est la thématique du récit de voyage, vécue par certains, du " voyage en Orient" (Levant comme Couchant, Lamartine, Nerval, Flaubert, Fromentin, Loti, Delaroix, Chassériau, etc.). La campagne d'Égypte (1798-1801) de Bonaparte porte une part de responsabilité dans cet engouement, qui se déploie dans les diverses expositions coloniales.
L'orientalisme en peinture (1820-1940) se constitue surtout, pour la France, autour de la Société des peintres orientalistes français (1893-1948) et la Société coloniale des artistes français (1908-1946).
En peinture, le Prix de l'Indochine (1914, puis 1920-1938) est la plus grande distinction : Charles Fouqueray (1914), Victor Tardieu (1920), Paul Jouve (1921), Antoine Ponchin (1922), Jean Bouchaud (1924), Jules-Gustave Besson (1925), Paul-Émile Legouez (1926), Raymond Virac (1927), Henri Dabadie (1928), Lucien Lièvre (1929), Louis Rollet (1930), Évariste Jonchère (1932), Jean Despujols (1936), Louis Bate (1938). L'École des beaux-arts de l'Indochine (1925), future École des beaux-arts du Viêt Nam, assure la formation : Victor Tardieu et Nguyen Nam Son.
George Groslier mène une action décisive pour la renaissance des arts au Cambodge, alors en voie d'extinction. Une première école est ouverte en 1917 à Phnom Penh, avec pour mission de restaurer l'enseignement de l'art traditionnel khmer. En 1924 est fondée l'École des Beaux-arts de l'Indochine, rebaptisée en 1937 École supérieure des beaux-arts de l'université indochinoise. Trois écoles d'art provinciales sont ouvertes en Cochinchine. Outre la préservation des techniques traditionnelles comme la laque et la peinture sur soie, l'enseignement artistique est modernisé : la peinture à l'huile et la perspective européenne sont enseignées aux élèves des écoles d'art indochinoises.
Le Grand Palais (1902) de Hanoï est inauguré pour l'Exposition de Hanoï (en) (1902-1903). Les trois écoles d'art (Hanoï, Pnomh Penh, Bien-Hoa) sont à l'honneur à l'Exposition coloniale internationale (Paris, 1931).
La photographie sert pour l'identité, la sécurité, l'ethnographie, la carte postale, la propagande (de tous bords), le journalisme, l'exotisme...
Le cinéma arrive dès 1900, avec de courts métrages documentaires, plutôt sous la forme de vue photographique animée. Le cinéma colonial français mériterait une étude. Dans les années 1920, un groupe d'intellectuels vietnamiens fonde la "Huong Ky Film Company" à Hanoï, pour du cinéma documentaire, muet, puis parlant, puis de fiction. Le cinéma se diffuse dans des salles, ou avec des projectionnistes ambulants.
La radio arrive dans les années 1920, intéressant Européens et Vietnamiens.
La musique vietnamienne, toutes tendances confondues, demeure globalement hors des influences européennes, intéressant presque uniquement les ethnomusicologues. La population européenne consomme de la musique européenne, ce dont témoignent l'Opéra de Hanoï construit en 1901-1910, et l'Opéra de Haiphong (en) (1912).
L'École française d'Extrême-Orient (1898) s'intéresse d'abord à l'archéologie, à l'histoire et aux langues, puis s'ouvre à l'ethnologie.
Il reste enfin des vestiges importants de l'architecture coloniale française en Indochine[réf. à confirmer],, : architecture française au Viêt Nam, architecture coloniale française en Asie du Sud-Est (en).

#### Catégories
- Œuvres littéraires se déroulant en Indochine française
- Films se déroulant en Indochine française
- Romans sur la guerre d'Indochine
- Films sur la guerre d'Indochine, dont Pierre Schoendoerffer, la sentinelle de la mémoire (2011, documentaire)

#### Généralités
- Prix littéraire de l'Asie de l'Association des écrivains de langue française
- Littérature de langue française
- Francophonie, Organisation internationale de la francophonie (OIF)
- Alliance française, Institut français
- Orientalisme prémoderne en France, Orientalisme
- Orientalisme (études orientales)
- Exotisme, Exposition coloniale
- Littérature de l'océan Indien
- Études postcoloniales, Études décoloniales

#### Cambodge
- Littérature cambodgienne
- Institut français du Cambodge (1990)
- Système éducatif au Cambodge
  - Éducation au Cambodge (en) (dont un historique)
  - Liste d'écoles au Cambodge (en)
  - Lycée Sisowath (1933), Lycée français René-Descartes de Phnom Penh (1950)
- Diaspora cambodgienne (en).

#### Laos
- Littérature laotienne
- Institut français du Laos
- Système éducatif au Laos (en)
- Diaspora laotienne

#### Viêt Nam
- Littérature vietnamienne
- Bibliothèque nationale du Viêt Nam (1917)[115]
- Institut français du Vietnam (2006)
- Système éducatif au Viêt Nam (en)
  - Lycée Albert-Sarraut de Hanoï
  - Lycée français Alexandre-Yersin (LFAY, Hanoï)
  - Lycée français international Marguerite-Duras (Hô Chi Minh-Ville, 2011), reprise de l'École française Colette (1960-1975)
  - Lycée Marie-Curie (Hô Chi Minh-Ville) (1918, en tant qu’école pour filles par le gouvernement colonial français)
  - Lycée d'élite Le Hong Phong (Hô Chi Minh-Ville, 1927, anciennement Collège de Cochinchine, puis Lycée Petrus Trương Vĩnh Ký)
  - Lycée Lê Quý Đôn (Hô Chi Minh-Ville, anciennement Collège Chasseloup-Laubat en 1877, après avoir été créé école indigène en 1874)
  - Lycée d'élite Quốc Học – Huế (1896)
  - collège de Mỹ Tho (1879)
  - collège de Đà Lạt
- Traductions de la Bible en vietnamien (en)
- Censure au Vietnam (en) (toutes périodes)
- Diaspora vietnamienne, Récits narratifs de la diaspora vietnamienne (en)

#### Vues occidentales autres
- Péril jaune
- Racisme anti-asiatique en France
- Stéréotypes des Est-Asiatiques aux États-Unis (en)
- Henri Christiné (1867-1941), La Petite Tonkinoise (vers 1905)
- Jacques Prévert (1900-1977), Étranges étrangers (1951), Entendez-vous gens du Viet-Nam (1952)

#### Personnes
- Lê Thành Khôi (de) (1923-)[116]